# Средиземноморски дългопер
Средиземноморските дългопери (Dactylopterus volitans) са вид актиноптери от семейство Dactylopteridae.
Те са незастрашен вид.
Таксонът е описан за пръв път от Карл Линей през 1758 година.